# Chiasmocleis centralis
Chiasmocleis centralis är en groddjursart som beskrevs av Werner C.A. Bokermann 1952. Chiasmocleis centralis ingår i släktet Chiasmocleis och familjen Microhylidae. IUCN kategoriserar arten globalt som otillräckligt studerad. Inga underarter finns listade i Catalogue of Life.